# Bulbophyllum toranum
Bulbophyllum toranum är en enhjärtbladiga växtart som beskrevs av Johannes Jacobus Smith. Bulbophyllum toranum ingår i släktet Bulbophyllum, och familjen orkidéer. Inga underarter finns listade i Catalogue of Life.